# Приключенията на Гумените мечета
„Приключенията на Гумените мечета“ (на английски: Disney’s Adventures of the Gummi Bears) е американски анимационен сериал за приказните гумени мечета, които живеят тайно в кралство Дъндъп, пазейки от другите жители своите знания и традиции.
Създаден от студиото Уолт Дисни и се излъчва по телевизионните канали в САЩ и някои други страни през втората половина на 80-те години на 20 в. Премиерата се състои по американския телевизионен канал NBC на 14 септември 1985 година, a за последен път в САЩ се излъчва по канал Toon Disney през 2001 г.
На 14 ноември 2006 г. Уолт Дисни издават на DVD (регион 1) първите 3 сезона от общо 6, а останали 3 се очакват към края на 2007 г. Всяка серия е с продължителност 22 мин., като някои се състоят от по 2 епизода.
Автори на встъпителната музикална тема са Майкъл и Пети Силвършер.
„Приключенията на Гумените мечета“ е едно от трите шоута от „Следобеда на Дисни“, които имат заключителен епизод (другите две са „Патешки истории“ и „Горгони“). Всички други сериали, като „Чип и Дейл: Спасителен отряд“, „Чернокрилият паток“ и „Капитан Балу“ нямат такъв и завършват с отворен край.

## Резюме
Действието се развива на неопределено място, смътно напомнящо средновековна Англия. Вълшебството започва да изчезва от земята, но хората все още срещат дракони, огри, зли и добри магьосници, и не се удивляват на това – по всяко време и на всяко място може да се покаже някое такова същество.
В някога гъстонаселената Гумена долина (Gummi Glen) живеят 7 антропоморфни мечета. Други няколко живеят в древния град Урсалия (Ursalia), някогашната столица на Великите гумени мечета, но тя се намира на няколко дена път от Гумената долина. Древните гумени мечета са заминали отдавна оттатък океана, но чакат сигнал за завръщане.
Съюзници на гумените мечета от Гумената долина са няколко жители на град Дъндъп: крал Грегър, принцеса Кала, пажът Кевин. Те имат общ враг – херцог Трън, който иска да завземе властта над Дъндъп със своите огри (на английски: ogres).

## Светът на гумените мечета
В далечни времена гумените мечета били много скромни, но умни и образовани същества, живеещи рамо до рамо с хората и активно вземащи участие в ежедневния живот. Това време не продължило дълго. Човешката завист и алчност си казали думата – хората започнали да ги лъжат, за да се доберат до техните тайни. Недоверието между тях нараствало, докато един ден гумените мечета решили да заминат в други земи, отнасяйки надалеч цялата си мъдрост.
Мечетата от сериала знаят за това време много малко, предимно от митовете и разказите. Хората, разбира се, считат мечетата за герои от приказките. Но благодарение на помощта на едно обикновено момче – Кевин – и принцесата на кралство Дъндъп – Кала – гумените мечета разбират за своето предназначение.
Тъй като броят им значително е намалял, доста от местата в Гумената долина така и остават неизследвани. В много от сериите гумените мечета правят удивителни открития в собствената си долина.
Голяма част от тайните на древните гумени мечета са записани във Великата Книга, която заема своето почетно място на пиедестал в библиотеката. Тя е плод на векове работа на историци, философи и вълшебници и съдържа традициите, историята, тайните и вълшебствата на мечетата.
Великата Книга е огромна, написана е с малки букви и е трудно четима. По-голямата част от времето си Знайко прекарва в нейното изучаване, като си преписва заклинания върху хвърчащи листчета. Той е магьосник. Книгата има много незапълнени страници, където могат да се записват събитията и историята за бъдещите поколения.
Тайната на сока е една от основните неща в културата на гумените мечета. Той помага на мечетата да скачат като гумени – много високо и много бързо. Така те без проблем могат да прескочат високи дървета, стени и други препятствия. Действието на сока обаче е краткотрайно.
Хората пиещи такъв сок не могат да скачат, но стават много силни за много кратко време (около минута). Това е възможно само един път на 24 часа. Многократното пиене на сока в един ден не дава ефект освен първия път, а ако човек изпие твърде много това може да се окаже плачевно. Поради тази причина Кевин и Кала, единствените от хората на които мечетата имат доверие, трябва много да внимават кога да пият и кога да не пият този сок.
Херцог Трън постоянно се опитва да се докопа до рецептата на сока, който да помогне на него и армията му от огри да пленят Дънуин. Нещастният лакей на Трън – дребният огър Мазнислав (галено Мазньо) – винаги е на разположение за дегустиране на нови рецепти, което го превръща ту в огър с розова вълна, ту в ракета и т.н.

## Околности
Гумената долина се намира далеко от Урсалия, древната столица на Великите гумени мечета, която била исторически и културен център.
Дъндъп е град-държава в който живеят приятелите на мечетата. Дълго време това кралство било просто рай със своите планини, реки и езера. Реките и езерата се вливали в океана, а северните гори водели в неизвестни земи.
Замъкът Дъндъп и градът са пълни с тайни проходи, благодарение на които мечетата могат да бъдат на необходимото място в необходимото време.
Под ръководството на крал Грегър замъкът е център на търговията, където идват много хора и от други земи. Затова там е пълно с прекрасни произведения на изкуството, екзотична храна и злато. Кралят и неговите рицари правят всичко възможно да поддържат реда, но великолепието на Дъндъп кара завистниците да нападат постоянно.
Крал Грегър, който на младини е бил герой-легенда, се опитва да предпази Дъндъп от злото. Въпреки неговата дипломатичност и военни навици, атакуващите се увеличават. Особено напористи са обитателите на съседния замък Дрекмор (намира се на изток от Дъндъп) – злобните огри под ръководството на херцог Трън. Злият Трън бил прогонен от всички кралства и затова създава свое собствено в което царува над глупавите огри.

## Герои
- Груби (на английски: Gruffi) е положителен персонаж. Груби е авторитетно мече с труден характер, но с добро сърце. Той е традиционалист и живее на принципите „Не ни трябва ново след като имаме доброто старо“ и „Ако не е счупено, не го поправяй“. Фактически е лидерът в сянка на общността. Винаги е готов да спаси някой от неприятност. Ако се изправи лице в лице с чудовище или армия от огри Груби остава невъзмутим, но не и ако му предложат нова идея. Майстор е по поправянето на различни уреди и устройства. Груби често спори с Баба, която е по-емоционална от него. Въпреки неговия труден характер, под грубата външност се крие мече с много чувствително и нежно сърце.
- Знайко (Zummi) – последния останал пазител на мъдростта, но не много умел в магията. Учен.
- Баба (на английски: Grammi) е положителен персонаж. Тя се грижи за домакинството – готви, чисти и разтребва. Най-важната и задача е приготвянето на сока на гумените мечета по тайна рецепта, известна само на нея. По необходимост я предава на Съни, за да се запази за бъдещите поколения.
- Дунди (Tummi) – ненаситен тийнейджър, който изглежда малко глуповат, но е толкова храбър, колкото и останалите. Обича да си похапва.
- Съни (Sunni) – тийнейджърка, която често се противопоставя на клана, но накрая извлича от това урок. Тя е музикант.
- Доми (Cubbi) – най-младото мече, целеустремен рицар, който винаги е готов за приключения.
- Густо (Gusto) (появява се само във втори сезон) – творец, индивидуалист, живеещ извън долината заедно с един тукан на име Арт Деко (Arte Deco). Густо се занимава с изкуство, но има доста капризен характер. Често чака музата да го навести и от това зависи дали работата му ще е успешна. Понякога посещава мечетата от Гумената долина.
- Крал Грегър (на английски: King Gregor) е положителен персонаж. Той е владетелят на кралство Дъндъп. Справедлив и добър, Грегър се грижи за просперитета и благоденствието на поданиците. Най-голямата му слабост е неговата дъщеря принцеса Кала, която неведнъж бива излагана на опасност. Херцог Трън постоянно се опитва да завладее Дъндъп и да се провъзгласи за крал, но под ръководството на Грегър и с тайната помощ на гумените мечета кралството остава свободно.
- Принцеса Кала (на английски: Princess Calla) е положителен персонаж. Кала е единствената дъщеря на крал Грегър, владететят на кралство Дъндъп. Тя е любопитна и много се ядосва, че фактически е затворник на замъка, тъй като е кралска особа и има редица задължения. Дружи с пажа Кевин и двамата са единствените, които са допуснати в общността на гумените мечета. Най-добрата приятелка на Кала е гуменото мече Съни и двете прекарват доста време заедно.
- Мазньо, галено от Мазнислав (на английски: Toadie) е отрицателен персонаж. Мазньо е дребен огър, лакей на херцог Трън. Всъщност той е нещо средно между човек и огър – доста по-дребен е от другите огри, може да чете, пише и е много по-умен от тях, но не и от човек. Трън го третира като нищожество – използва го за табуретка, маса или го праща „доброволец“ да свърши някоя мръсна работа.

### Други
Дъндъп е град-държава от анимационния сериал „Приключенията на Гумените мечета“.
Дълго време това кралство било просто рай със своите планини, реки и езера. Реките и езерата се вливали в океана, а северните гори водели в неизвестни земи. Замъкът Дъндъп и градът са пълни с тайни проходи, благодарение на които гумените мечета могат да бъдат на необходимото място в необходимото време.
Под ръководството на крал Грегър замъкът е център на търговията, където идват много хора и от други земи. Затова там е пълно с прекрасни произведения на изкуството, екзотична храна и злато. Кралят и неговите рицари правят всичко възможно да поддържат реда, но великолепието на Дъндъп кара завистниците да нападат постоянно.

## Епизоди

### Сезон 1
- s1e01 (01) – A New Beginning – Ново начало
- s1e02 (02) – A Gummi In A Gilded Cage – Мече в златна клетка
- s1e03a (03) – Sweet And Sour Gruffi
- s1e03b (03) – Little Bears Lost
- s1e04a (04) – A Recipe For Trouble
- s1e04b (04) – Gummi in a Strange Land
- s1e05a (05) – A Gummi A Day Keeps The Doctor Away
- s1e05b (05) – Duel Of The Wizards
- s1e06a (06) – Do Unto Ogres
- s1e06b (06) – Loopy, Go Home
- s1e07 (07) – Wings Over Dunwyn
- s1e08a (08) – Never Give A Gummi An Even Break
- s1e08b (08) – The Sinister Sculptor
- s1e09 (09) – A Gummi By Any Other Name
- s1e10 (10) – The Secret Of The Juice
- s1e11a (11) – Night Of The Gargoyle
- s1e11b (11) – Can I Keep Him
- s1e12a (12) – The Oracle
- s1e12b (12) – Someday My Prints Will Come
- s1e13a (13) – Toadie’s Wild Ride
- s1e13b (13) – The Fence Sitter
- s1e14a (14) – Zummi Makes It Hot
- s1e14b (14) – My Kingdom For A Pie
- s1e15 (15) – Light Makes Right

uэнтвьвув17кг 5948щом 899
- s2e02b (17) – Faster Than A Speeding Tummi
- s2e03 (18) – Up, Up, And Away
- s2e04 (19) – The Crimson Avenger
- s2e05 (20) – My Gummi Lies Over The Ocean
- s2e06a (21) – Color Me Gummi
- s2e06b (21) – Gummi Dearest
- s2e07a (22) – You Snooze, You Lose
- s2e07b (22) – Good Neighbor Gummi
- s2e08a (23) – Bubble Trouble
- s2e08b (23) – Close Encounters Of A Gummi Kind
- s2e09 (24) – For Whom The Spell Holds

### Сезон 3
- s3e01a (25) – A Hard Dazed Knight
- s3e01b (25) – Mirthy Me
- s3e02 (26) – The Knight’s Of Gummidoon
- s3e03a (27) – Just A Tad Smarter
- s3e03b (27) – Too Many Cooks
- s3e04a (28) – Gummi’s Just Want To Have Fun
- s3e04b (28) – Eye Of The Beholder
- s3e05 (29) – Day Of Beevilweevils

### Сезон 4
- s4e01 (30) – Gummi’s At Sea
- s4e02a (31) – Girl’s Knight Out
- s4e02b (31) – Guess Who’s Gumming To Dinner
- s4e03a (32) – Music Hath Charms
- s4e03b (32) – A Tree Grows In Dunwyn
- s4e04a (33) – The Crimson Avenger Strikes Again
- s4e04b (33) – There’s No Place Like Home
- s4e05a (34) – Zummi In Slumberland
- s4e05b (34) – Tummi’s Last Stand
- s4e06a (35) – Ogre Baby Boom
- s4e06b (35) – Water Way To Go
- s4e07 (36) – He Who Laugh’s Last
- s4e08a (37) – Dress For Success
- s4e08b (37) – Presto Gummo
- s4e09 (38) – Top Gum
- s4e10a (39) – A Knight To Remember
- s4e10b (39) – Snows Your Old Man
- s4e11a (40) – Friar Tum
- s4e11b (40) – The White Knight
- s4e12 (41) – The Magnificent Seven Gummies

### Сезон 5
- s5e01 (42) – Ogre For A Day
- s5e02a (43) – Princess Problems
- s5e02b (43) – Boggling The Bears
- s5e03 (44) – The Road To Ursalia
- s5e04a (45) – What You See Is Me
- s5e04b (45) – Bridge On The River Gummi
- s5e05a (46) – A Gummi Is A Gummi’s Best Friend
- s5e05b (46) – When You Wish Upon A Stone
- s5e06 (47) – Return To Ursalia
- s5e07a (48) – Life Of The Party
- s5e07b (48) – The World According To Gusto
- s5e08a (49) – Let Sleeping Giants Lie
- s5e08b (49) – A Hunting We Will Go
- s5e09 (50) – Beg, Burrow And Steal

### Сезон 6
- s6e01 (51) – A Gummi’s Work Is Never Done
- s6e02 (52) – Tuxford’s Turnaround
- s6e03 (53) – Thornberry To The Rescue
- s6e04 (54) – True Gritty
- s6e05 (55) – Patchwork Gummi
- s6e06 (56) – Trading Faces
- s6e07 (57) – May The Best Princess Win
- s6e08 (58) – The Rite Stuff
- s6e09 (59) – Toadie The Conqueror
- s6e10 (60) – Once More The Crimson Avenger
- s6e11 (61) – Tummi Trouble
- s6e12 (62) – Rocking Chair Bear
- s6e13 (63) – Queen of The Carpies
- s6e14 (64) – King Igthorn (1)
- s6e15 (65) – King Igthorn (2)

## „Приключенията на Гумените мечета“ в България
В България сериалът се излъчва по Канал 1 от 1993 до 1996 г., като част от детската програма „Уолт Дисни представя“ и е дублиран на български. За момента не са обявени никакви планове който и да е от анимационните сериали на „Дисни“ да бъде издаден за домашно видео на български език. Всички дублажи, осъществени преди 2001 г. се съхраняват в архивите на БНТ. Екипът се състои от:
| Озвучаващи артисти         | Симеон Викторов (Груби) Николина Чонова (Съни) Петър Пейков (Знайко) Цветан Ватев (Херцог Трън) Силви Стоицов (Мазньо) Марин Янев (Крал Грегър) Страхил Митев Христина Ибришимова (Доми) Лилия Райнова (Баба) Мая Димитрова Владимир Василев Петя Миладинова (Кевин) Десислава Знаменова (Принцеса Кала) Асен Кисимов Кирил Бояджиев Николай Урумов (Сър Торнбъри) |
| Преводачи                  | Цветелина Николова Живка Рудинска |
| Редактор                   | Майя Пачникова |
| Организатор                | Антон Маринов |
| Компютърни надписи         | Соня Пенкова |
| Монтажисти                 | Иван Марков Красимира Георгиева |
| Песента изпълнява          | Цветан Владовски |
| Музикален режисьор         | Хайгашод Агасян |
| Български текст на песента | Рада Москова |
| Асистент-режисьор          | Агнес Филипова |
| Директор на продукцията    | Симеон Филипов |
| Тонрежисьор                | Николай Пефев |
| Режисьор на дублажа        | Мария Славчева |
| Copyright                  | БНТ, 1993-1996 г. |